# Gymnopodium
Gymnopodium es un género de plantas pertenecientes a la familia Polygonaceae.  Comprende 4 especies descritas y de estas, solo 2 aceptadas.

## Taxonomía
El género fue descrito por  Robert Allen Rolfe  y publicado en Hooker's Icones Plantarum IV: 7, pl. 2699. 1901.  La especie tipo es: Gymnopodium floribundum Rolfe	

## Especies aceptadas
A continuación se brinda un listado de las especies del género Gymnopodium aceptadas hasta mayo de 2014, ordenadas alfabéticamente. Para cada una se indica el nombre binomial seguido del autor, abreviado según las convenciones y usos. 
- Gymnopodium floribundum Rolfe
- Gymnopodium ovatifolium (B.L.Rob. ex Millsp. & Loes.) S.F.Blake